# جون ريبلي مايرز
جون ريبلي مايرز (بالإنجليزية: John Ripley Myers)‏ هو شخصية أعمال أمريكي، ولد في 8 أكتوبر 1864، وتوفي في 22 ديسمبر 1899 في بروكلين في الولايات المتحدة بسبب ذات الرئة.